# Franz Wagner (Basketballspieler)
Franz Jacob Wagner (* 27. August 2001 in Berlin) ist ein deutscher Basketballspieler, der seit 2021 bei den Orlando Magic in der National Basketball Association (NBA) unter Vertrag steht.
Wagner wurde 2023 Weltmeister und 2022 Dritter der Europameisterschaft.
Er wurde im NBA-Draft 2021 am 29. Juli 2021 von den Orlando Magic an achter Stelle ausgewählt, womit ihm ein mehrjähriger Vertrag sicher war. Wagner ist 2,08 Meter groß und läuft meist als Small Forward auf.

## Leben
Wagner ist als Sohn von Beate Wagner und Axel Schulz mit seinem älteren Bruder Moritz im Berliner Ortsteil Prenzlauer Berg aufgewachsen, wo er die Thomas-Mann-Grundschule besuchte.

## Laufbahn

### Deutschland
Wagner gab nach Einsätzen in der Jugend von Alba Berlin sowie in der zweiten Herrenmannschaft (Regionalliga) Ende April 2018 seinen Einstand in der Basketball-Bundesliga. Im Alter von 16 Jahren löste er zu diesem Zeitpunkt seinen Bruder Moritz als jüngsten Spieler ab, der jemals das Alba-Hemd in einer Bundesliga-Begegnung trug. Mit der Nachwuchsmannschaft von Alba wurde er am Ende der Saison deutscher Meister. Wagner wurde außerdem zum Liganeuling des Jahres sowie zum besten Spieler des Finalturniers ernannt. Im August 2018 wurde er zu „Basketball without Borders Europe“, einem von der NBA und dem Weltverband FIBA veranstalteten Trainingslager, eingeladen, musste aber aufgrund einer Verletzung absagen. Ab der Saison 2018/19 wurde Wagner mittels einer Doppellizenz nicht nur bei Alba Berlin, sondern auch bei dessen Kooperationsverein SSV Lokomotive Bernau in der 2. Bundesliga ProB eingesetzt. Im Spieljahr 2018/19 wurde ihm die Auszeichnung „Bester deutscher Nachwuchsspieler U22“ der Basketball-Bundesliga verliehen. Mit den Berlinern wurde er Vizemeister, Wagner hatte auf dem Weg zu Silber in 35 Bundesliga-Spielen im Schnitt 4,6 Punkte pro Einsatz beigetragen.

### Vereinigte Staaten
Er erwog, wie sein Bruder Moritz in die Vereinigten Staaten zu gehen, um dort Basketball in der Hochschulliga NCAA zu spielen und wurde im Juli 2019 von der University of Michigan als Neuzugang vermeldet. Dort hatte bereits Moritz Wagner gespielt und studiert. Franz Wagner war im Spieljahr 2019/20, zu dessen Beginn er wegen einer Handgelenksverletzung ausgefallen war, mit 11,6 Punkten sowie 5,6 Rebounds je Begegnung gleich ein Leistungsträger Michigans, diese Werte übertrafen jene seines Bruders in dessen erster NCAA-Saison 2015/16 deutlich. In der Saison 2020/21 stand Wagner bei all seinen 28 Einsätzen in der Anfangsaufstellung, mit 12,5 Punkten je Begegnung war er drittbester Korbschütze seiner Mannschaft, die 6,5 Rebounds pro Partie waren der zweitbeste Wert.

#### NBA
Anfang Mai 2021 gab er bekannt, am Draftverfahren der NBA teilnehmen zu wollen. In diesem wählten ihn die Orlando Magic an achter Stelle aus. Er wurde damit zum ersten deutschen Basketballspieler seit Dirk Nowitzki (1998), der als einer der ersten zehn Spieler aufgerufen wurde. Wie Wagner war auch dessen Landsmann Detlef Schrempf beim Draftverfahren 1985 auf dem achten Platz gelandet. In Orlando wurde Wagner Mannschaftskollege seines Bruders Moritz.

#### Orlando Magic (seit 2021)
Ende Dezember 2021 erzielte Wagner bei einer 110:127-Niederlage gegen die Milwaukee Bucks 38 Punkte und stellte damit die Bestmarke von Dennis Scott und Shaquille O’Neal ein, die 1990 beziehungsweise 1993 in ihrem jeweils ersten NBA-Jahr ebenfalls diesen Wert in einem Spiel für Orlando erreicht hatten.
Wagner wurde bei der Wahl zur Rookie-Auswahl der Saison an vierter Stelle mit 183 von 200 möglichen Punkten ins erste Team gewählt, er erzielte in seinem ersten NBA-Spieljahr in 79 Einsätzen im Schnitt 15,2 Punkte und war damit zweitbester Korbschütze seiner Mannschaft.
In seiner zweiten Saison in Orlando baute er seine Punktezahl in 80 Hauptrundenspielen auf 18,6 Punkte aus. Dabei gelangen ihm zusätzlich 4,1 Rebounds und 3,5 Assists pro Spiel.
Im Jahr 2024 verlängerte Wagner seinen Vertrag bei Orlando Magic für fünf Jahre. Dafür erhält er laut Vertrag bis 2030 insgesamt 224 bis 270 Millionen US-Dollar.

## Nationalmannschaft

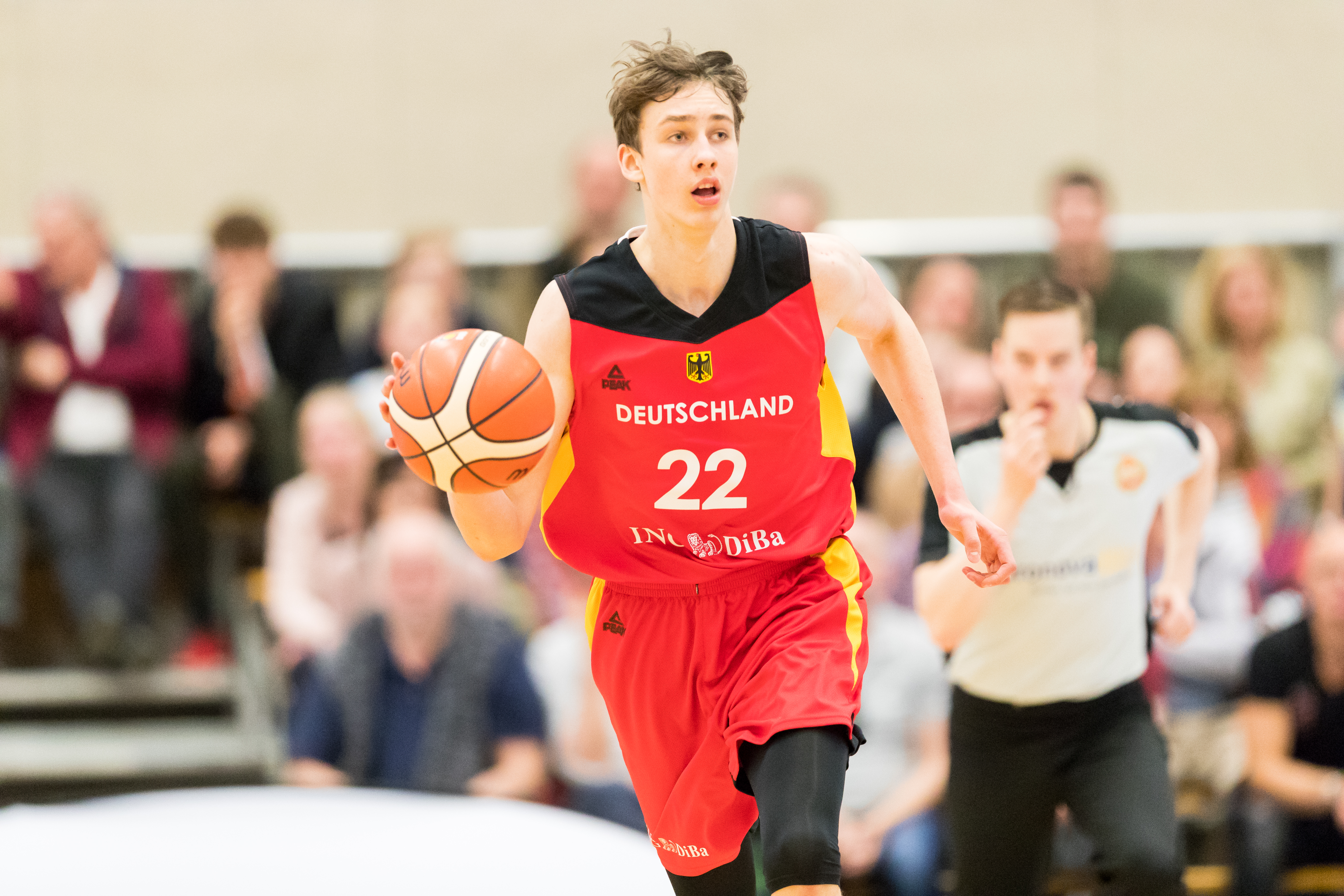
Wagner im Jahr 2018

Im Sommer 2017 gehörte er zum Aufgebot der deutschen U16-Auswahl, die an der Europameisterschaft in Montenegro teilnahm. Mit der deutschen U18-Nationalmannschaft gewann er im Frühjahr 2018 das Albert-Schweitzer-Turnier. 2019 wurde er mit Deutschland Elfter der U18-EM und war im Turnierverlauf mit 13 Punkten je Begegnung bester Korbschütze der deutschen Mannschaft.
Im August 2022 bestritt er seinen ersten Einsatz für die Herrennationalmannschaft und war bei seinem Einstand im Vorbereitungsspiel auf die Europameisterschaft gegen Belgien mit 23 Punkten bester Korbschütze. Bei der Europameisterschaft 2022 gewann Wagner mit der deutschen Mannschaft die Bronzemedaille, er war im Turnierverlauf mit 15,2 Punkten je Begegnung zweitbester Korbschütze der Deutschen.
Bei der in Indonesien, Japan und den Philippinen ausgerichteten Weltmeisterschaft 2023 verletzte sich Wagner im Auftaktspiel am Knöchel und griff erst wieder im Viertelfinale gegen Lettland ins Spielgeschehen ein, war mit 16 Punkten prompt bester deutscher Korbschütze. Im Halbfinale war Wagner beim 113:111-Sieg über die Vereinigten Staaten mit 22 Punkten zweitbester Korbschütze der Deutschen. Zum Endspielsieg (83:77 gegen Serbien), durch den Deutschland Weltmeister wurde, trug Wagner 19 Punkte bei. Obwohl Wagner vier Spiele verletzungsbedingt verpasste, wurde er ins All-Second Team der WM gewählt.
2024 kam er mit Deutschland bei den Olympischen Sommerspielen auf den vierten Platz und war mit 18,5 Punkten je Turnierspiel der beste Korbschütze der Deutschen.

## Karriere-Statistiken

### NBA

#### Hauptrunde
| Saison  | Team    | GP  | GS  | MPG  | FG % | 3P % | FT % | RPG | APG | SPG | BPG | PPG  |
| ------- | ------- | --- | --- | ---- | ---- | ---- | ---- | --- | --- | --- | --- | ---- |
| 2021–22 | Orlando | 79  | 79  | 30.7 | .468 | .354 | .863 | 4.5 | 2.9 | 0.9 | 0.4 | 15.2 |
| 2022–23 | Orlando | 80  | 80  | 32.6 | .485 | .361 | .842 | 4.1 | 3.5 | 1.0 | 0.2 | 18.6 |
| 2023–24 | Orlando | 72  | 72  | 32.5 | .482 | .281 | .850 | 5.3 | 3.7 | 1.1 | 0.4 | 19.7 |
| 2024–25 | Orlando | 60  | 60  | 33.7 | .463 | .295 | .871 | 5.7 | 4.7 | 1.3 | 0.4 | 24.2 |
| Gesamt  | Gesamt  | 231 | 231 | 31.9 | .479 | .333 | .850 | 4.6 | 3.4 | 1.0 | 0.3 | 17.8 |

#### Playoffs
| Saison  | Team    | GP | GS | MPG  | FG % | 3P % | FT % | RPG | APG | SPG | BPG | PPG  |
| ------- | ------- | -- | -- | ---- | ---- | ---- | ---- | --- | --- | --- | --- | ---- |
| 2023–24 | Orlando | 7  | 7  | 37.0 | .408 | .264 | .886 | 6.9 | 4.4 | 0.7 | 1.3 | 18.0 |
| Gesamt  | Gesamt  | 7  | 7  | 37.0 | .408 | .264 | .886 | 6.9 | 4.4 | 0.7 | 1.3 | 18.0 |

### College
| Saison    | Team     | GP | GS | MPG  | FG % | 3P % | FT % | RPG | APG | SPG | BPG | PPG  |
| --------- | -------- | -- | -- | ---- | ---- | ---- | ---- | --- | --- | --- | --- | ---- |
| 2019–2020 | Michigan | 27 | 27 | 30.8 | .452 | .311 | .833 | 5.6 | 1.0 | 1.3 | 0.6 | 11.6 |
| 2020–2021 | Michigan | 28 | 28 | 31.7 | .477 | .343 | .835 | 6.5 | 3.0 | 1.3 | 1.0 | 12.5 |
| Gesamt    | Gesamt   | 55 | 55 | 31.2 | .465 | .325 | .834 | 6.1 | 2.0 | 1.3 | 0.8 | 12.0 |

### Bundesliga

#### Hauptrunde
| Saison    | Team        | GP | GS | MPG  | FG % | 3P % | FT % | RPG | APG | SPG | BPG | PPG |
| --------- | ----------- | -- | -- | ---- | ---- | ---- | ---- | --- | --- | --- | --- | --- |
| 2017–2018 | Alba Berlin | 1  | 0  | 08.0 | .250 | .000 | .000 | 0.0 | 0.0 | 0.0 | 0.0 | 2.0 |
| 2018–2019 | Alba Berlin | 29 | 5  | 12.2 | .490 | .375 | .857 | 1.2 | 0.6 | 0.8 | 0.1 | 4.5 |
| Gesamt    | Gesamt      | 30 | 5  | 12.0 | .482 | .362 | .828 | 1.1 | 0.5 | 0.7 | 0.1 | 4.4 |

#### Playoffs
| Saison    | Team        | GP | GS | MPG  | FG %  | 3P % | FT %  | RPG | APG | SPG | BPG | PPG |
| --------- | ----------- | -- | -- | ---- | ----- | ---- | ----- | --- | --- | --- | --- | --- |
| 2017–2018 | Alba Berlin | 1  | 0  | 05:2 | .1000 | .000 | .000  | 2.0 | 1.0 | 0.0 | 0.0 | 2.0 |
| 2018–2019 | Alba Berlin | 6  | 1  | 12:3 | .722  | .600 | .1000 | 1.8 | 0.5 | 0.7 | 0.2 | 5.2 |
| Gesamt    | Gesamt      | 7  | 1  | 11.3 | .761  | .514 | .857  | 1.8 | 0.5 | 0.6 | 0.1 | 4.7 |

Quellen: 

## Erfolge und Auszeichnungen

### Als Nationalspieler
- Sieger des Albert-Schweitzer-Turniers 2018
- Bronzemedaille bei der Europameisterschaft 2022
- Goldmedaille bei der Weltmeisterschaft 2023

### Als Vereinsspieler
- Meister der Nachwuchs-Basketball-Bundesliga: 2018

### Auszeichnungen
- NBBL-Top 4 MVP: 2018
- NBBL-Rookie des Jahres: 2018
- Bester deutscher Nachwuchsspieler U22 der Basketball-Bundesliga: 2019
- 2019/20 Big Ten All-Freshman
- 2020/21 All-Big Ten 2nd Team[48]
- Eastern Conference Rookie of the Month: Dezember 2021
- NBA All-Rookie First Team 2022
- Bester Spieler im Finale der Weltmeisterschaft 2023
- All-Tournament Second Team der Weltmeisterschaft 2023
- Eastern Conference, Spieler der Woche (11.–17. November 2024)